# 日冷
日冷（日语： Nichirei */?）是总部位于日本东京的一家综合企业，经营加工食品、水産畜産、低温物流和医药业。

## 历史
其前身是1942年（昭和17年）12月24日依水产統制令成立的帝国水产統制株式会社，共有18家日本公司为其投资。1945年（昭和20年）12月1日，水产統制令废止，改组为日本冷藏株式会社，1985年2月1日改现名。